# Ultra Jump
Ultra Jump (ウルトラジャンプ, Urutora Janpu), abrégé en « UJ » ou Urujan (ウルジャン), est un magazine de prépublication de mangas mensuel de type seinen au Japon, créé par la maison d'édition Shūeisha en 1999.

## Historique
Au départ apparu en 1995 comme un supplément irrégulier du Young Jump sous le titre Young Jump chō zōkan: Ultra Jump (ヤングジャンプ超増刊ウルトラジャンプ), le magazine a progressivement pris son indépendance en étant publié bimensuellement puis mensuellement en 1999, où il est lancé comme un numéro distinct sous son appellation actuelle,. Ses couvertures comportaient également la mention « Hyper Age Manga Magazine » jusqu'en 2008. Le 19 mars 2008, Shūeisha lance une version dérivée du magazine en ligne, nommée Ultra Jump Egg (ウルトラジャンプエッグ, Urutora Janpu Eggu) ; il s'agit un site web de mangas en ligne prépubliant principalement des séries qui ne figurent pas dans l'Ultra Jump. Elle disparaît à la suite de sa fusion avec le site officiel du magazine original au cours de l'été 2011. Entre août 2014 et mars 2015, le magazine prépublie La République du catch, bande dessinée de Nicolas de Crécy.

### Taux de publications
Au milieu des années 2000, le taux de publication du magazine parvient à stabiliser avec un tirage moyen autour des 70 000 copies, la Japan Magazine Publishers Association (社団法人日本雑誌協会, litt. « Association des éditeurs de magazines japonais ») relevant une moyenne de 72 000 exemplaires pour l'année 2005, puis 70 834 copies sur la période d'octobre 2008 à septembre 2009 et continuant avec 73 250 exemplaires entre octobre 2009 à septembre 2010.
Toutefois, l'Ultra Jump fait face à un ralentissement de ses ventes au cours des années 2010, la moyenne reculant à 53 084 copies pour la période d'octobre 2014 à septembre 2015 alors qu'elle était de 57 250 entre octobre 2013 et septembre 2014 ; la maison d'édition Shūeisha révèle également ces baisses dans ses « Media Guide » portant sur les années 2018 et 2019, indiquant respectivement 36 000 et 28 000 copies.

## Liste des séries
|  | Manga en hiatus. |

| Titre                                                                                     | Auteur                                              | Première publication |
| ----------------------------------------------------------------------------------------- | --------------------------------------------------- | -------------------- |
| Alice-san chi no iroribata (アリスさんちの囲炉裏端)                                       | Bunta Kinami                                        | novembre 2020        |
| Assassins Pride (アサシンズプライド)                                                      | Kei Amagi (scénario), Yoshie Katō (dessin)          | mai 2017             |
| Bastard!! (バスタード!! -暗黒の破壊神-)                                                   | Kazushi Hagiwara                                    | janvier 2001         |
| Black Night Parade (ja) (ブラックナイトパレード)                                          | Hikaru Nakamura                                     | octobre 2019         |
| Bokura wa mahō shōnen (ja) (ボクらは魔法少年)                                             | Teppei Fukushima                                    | octobre 2019         |
| Daisei 67 Percent (惰性67パーセント)                                                      | Shimimaru                                           | juillet 2014         |
| Dogs: Bullets & Carnage (ドッグス / バレッツ・アンド・カーネイジ)                         | shirow Miwa                                         | juillet 2005         |
| Ginga eiyū densetsu (銀河英雄伝説)                                                        | Yoshiki Tanaka (scénario), Ryū Fujisaki (dessin)    | mars 2020            |
| Grandeek Reel (ja)                                                                        | Kohime Ōse                                          | décembre 2005        |
| Gingitsune (ja) (ぎんぎつね)                                                              | Sayori Ochiai                                       | juin 2009            |
| Hana wa Saku, Shura no Gotoku (ja) (花は咲く、修羅の如く)                                 | Musshu (dessin), Ayano Takeda (scénario)            | juin 2021            |
| Heiki Shoujo (兵器少女)                                                                   | Hiroyuki Senda                                      | juillet 2021         |
| JoJo's Bizarre Adventure: Partie 8 JoJolion (ジョジョの奇妙な冒険 Part8 ジョジョリオン)   | Hirohiko Araki                                      | mai 2011             |
| Jumbor (ユンボル)                                                                         | Hiroyuki Takei                                      | août 2010            |
| Iwamoto senpai no suisen (岩元先輩ノ推薦)                                                 | Hiroshi Shiibashi                                   | mars 2021            |
| Le Château solitaire dans le miroir (かがみの孤城, Kagami no kojo)                        | Tsujimura Mizuki (scénario), Taketomi Tomo (dessin) | juillet 2019         |
| Katagiri to kogane (片喰と黄金)                                                           | Kitano Eiichi                                       | avril 2019           |
| Levius/est (レビウス エスト)                                                              | Haruisa Nakata                                      | avril 2015           |
| Magatsu wanashi no yūshagari (禍つ罠師の勇者狩り)                                         | Kazuki Funatsu                                      | décembre 2019        |
| Mabataki yori Hayaku!! (瞬きより迅く!!)                                                   | Wadapen.                                            | décembre 2019        |
| Mahō shōjo ni wa mukanai shokugyō (魔法少女には向かない職業)                              | Yūki Shasendō (scénario), Yōsuke Katayama (dessin)  | mars 2020            |
| Moira (ミラ)                                                                              | Yukimaru Katsura                                    | janvier 2016         |
| Mononogatari (ja) (もののがたり)                                                          | Onigunsō                                            | janvier 2016         |
| No Guns Life (ノー・ガンズ・ライフ)                                                       | Tasuku Karasuma                                     | septembre 2014       |
| Okaasan Switch (お義母さんスイッチ)                                                       | Tasuke Sakura                                       | juin 2019            |
| Ōkami Rise (オオカミライズ)                                                               | Yu Itō                                              | septembre 2018       |
| Ōkoku monogatari (王国物語)                                                               | Asumiko Nakamura                                    | avril 2017           |
| Ryū to yūsha to haitatsunin (ja) (竜と勇者と配達人)                                       | Gregorius Yamada                                    | juillet 2018         |
| Shirazu no sōnansei (しらずの遭難星)                                                      | Salt Seno                                           | mai 2020             |
| Suicide Girl (スーサイドガール)                                                           | Atsushi Nakayama                                    | mai 2020             |
| Tadano kōgyō kōkō no nichijō (只野工業高校の日常)                                         | Chisato Oga                                         | août 2019            |
| Tanuki to kitsune to satogurashi (たぬきときつねと里暮らし)                               | Kumichou                                            | janvier 2021         |
| To a New You (新しいきみへ)                                                               | Shinji Mito                                         | septembre 2021       |
| World's End Harem : Fantasy (終末のハーレム ファンタジア)                                 | LINK (scénario), Savan (dessin)                     | avril 2018           |
| World's End Harem: Fantasia Academy (終末のハーレム ファンタジア学園)                     | LINK (scénario), Okada Andō (dessin)                | juin 2020            |
| Yoarashi ni Warau (夜嵐にわらう)                                                          | Itsuki Tsutsui                                      | août 2021            |
| Yomotsu Hirasaka Residence (黄泉比良坂レジデンス)                                         | Nobuhiro Kawanishi                                  | septembre 2020       |
| Yuri ni sebamarete, Esper (百合に挟まれて、エスパー)                                      | Suruga Kiryū                                        | octobre 2020         |
| Zombie Land Saga Gaiden: The First Zombie (ゾンビランドサガ外伝 ザ・ファースト・ゾンビィ) | Kasumi Fukagawa                                     | mai 2021             |